# NGC 2513
NGC 2513 (również PGC 22555 lub UGC 4184) – galaktyka eliptyczna (E), znajdująca się w gwiazdozbiorze Raka. Odkrył ją William Herschel 3 marca 1786 roku.
W galaktyce tej zaobserwowano supernową SN 2010ja.